# Tvättnötter
Tvättnötter eller såpnötter är torkade frukter från bland annat växtsläktet Sapindus. Frukterna innehåller saponiner, starkt löddrande ämnen som bland annat använts i hårschampo och som slemlösande medicin.
Tvättnötter marknadsförs bland annat som tvättmedel vid tvätt av kläder. Det har en lång historia som rengöringsmedel/tvättmedel i delar av Asien, där olika arter av trädsläktet Sapindus växer vilt.
Effektiviteten av tvättnötter som tvättmedel har dock givit mestadels nedslående resultat. Vid ett norskt test 2008 visade det sig att tvättnötter gav ett tvättresultat jämförbart med tvätt med enbart vatten; det vill säga tvättresultatet skulle bero på det (varma) vattnet samt den mekaniska behandlingen i maskinen. Ett tidigare test från 1941, där pulver av tvättnötter användes, ledde till slutsatsen att tvättnötspulvret gav ett (visst) tvättresultat. Skillnaderna i testresultat har bland annat förklarats med skillnaden i effektivitet mellan (de jämförda) konventionella tvättmedlen på 1940-talet och 2000-talet[källa behövs].